# A123・システムズ
A123システムズは、アメリカ合衆国の電池製造メーカー。2012年10月16日にアメリカ連邦倒産法第11章の適用を申請し、事実上、経営破綻した。

## 概要
2001年、ベンチャー企業としてマサチューセッツ州ウォルサム市にて創業。マサチューセッツ工科大学で開発が進められていたオリビン型リン酸鉄リチウムを利用した電気自動車搭載用電池の商品化を進めた。電気自動車用のリチウムイオン電池の開発・普及は、2008年に就任したオバマ大統領が推進するグリーン・ニューディール政策に沿うものであり、アメリカ・エネルギー省から2億4900万ドルの助成金を獲得。ミシガン州に有する工場のほか中国にも工場を進出させて注目を浴びた。

## 経営の悪化
自動車メーカー各社と契約を結び製品を納入を開始。順風満帆に見えた2011年、A123システムズ社製の電池を搭載した高級ハイブリッド車、フィスカー・カルマが炎上や爆発事故を起こす。原因はリチウムイオン電池にあるとされ、自動車はリコール。A123システムズには5,500万ドルもの費用が発生するとともに製品の評価は下落、商談が破談になるなど致命的な打撃を受けた。これが遠因となり、2012年に連邦倒産法11章の申請を行うに至っている。

## 買収先
破産申請当初、大手自動車部品メーカーであるジョンソンコントロールズ社が1億2,500万ドルで買収することが伝えられていたが、その後、万向集団（アメリカで自動車部品メーカーを買収して成長した中国系企業）が、2億5,600万ドルを提示して買収交渉をひっくり返した。